# Weyregg am Attersee
Weyregg am Attersee is een gemeente in de Oostenrijkse deelstaat Opper-Oostenrijk, gelegen in het district Vöcklabruck. De gemeente heeft ongeveer 1500 inwoners.

## Geografie
Weyregg am Attersee heeft een oppervlakte van 55 km². De gemeente ligt in het zuidwesten van de deelstaat Opper-Oostenrijk. Het ligt ten noordoosten van de deelstaat Salzburg en ten zuiden van de grens met Duitsland.

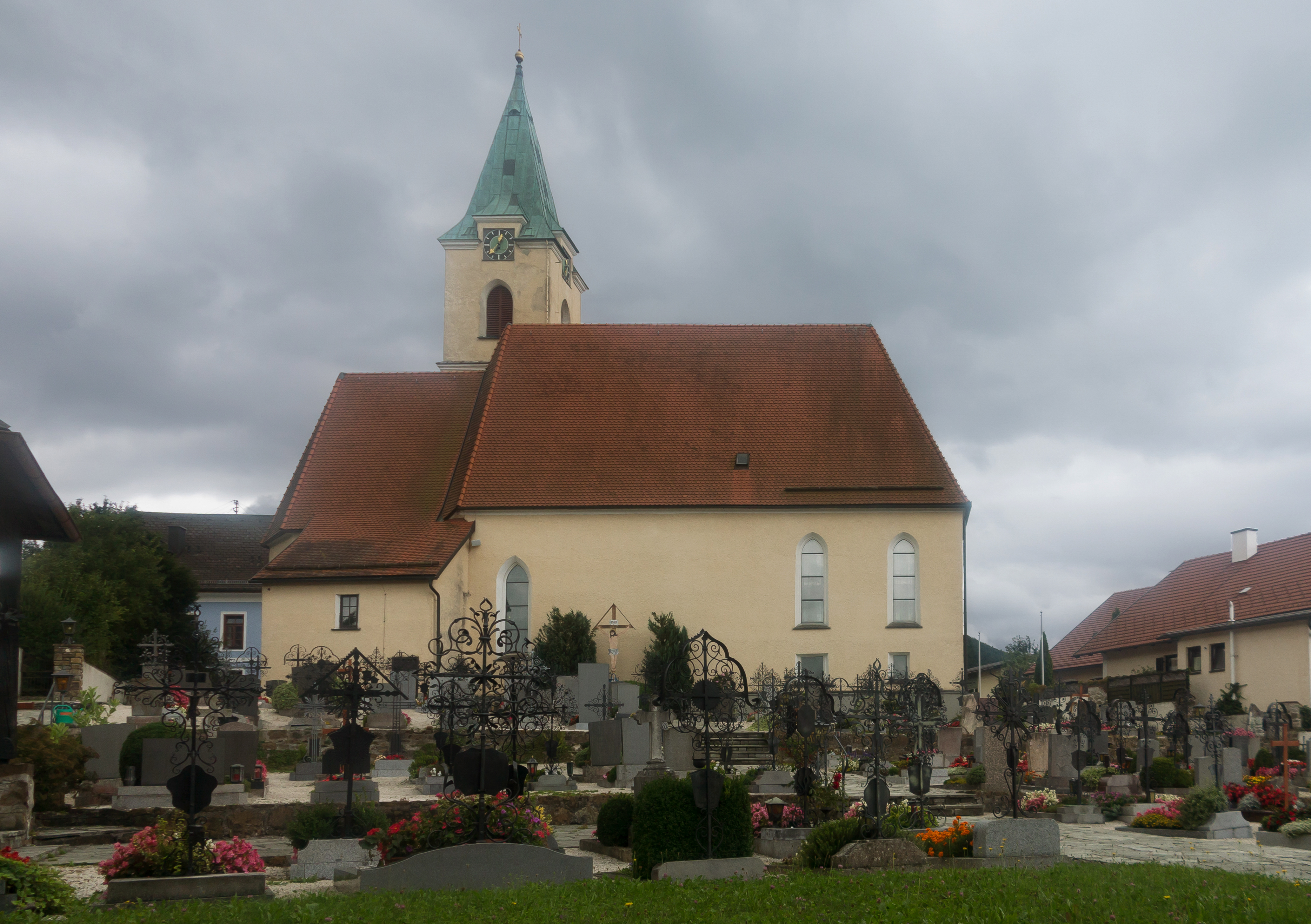
Weyregg am Attersee, katholiek kerk Pfarrkirche heilige Valentin

- Gemeinsame Normdatei: 4527803-9
- Nationale Bibliotheek van Tsjechië: xx0211480
- Virtual International Authority File: 237445992